# 九龍巴士52X線

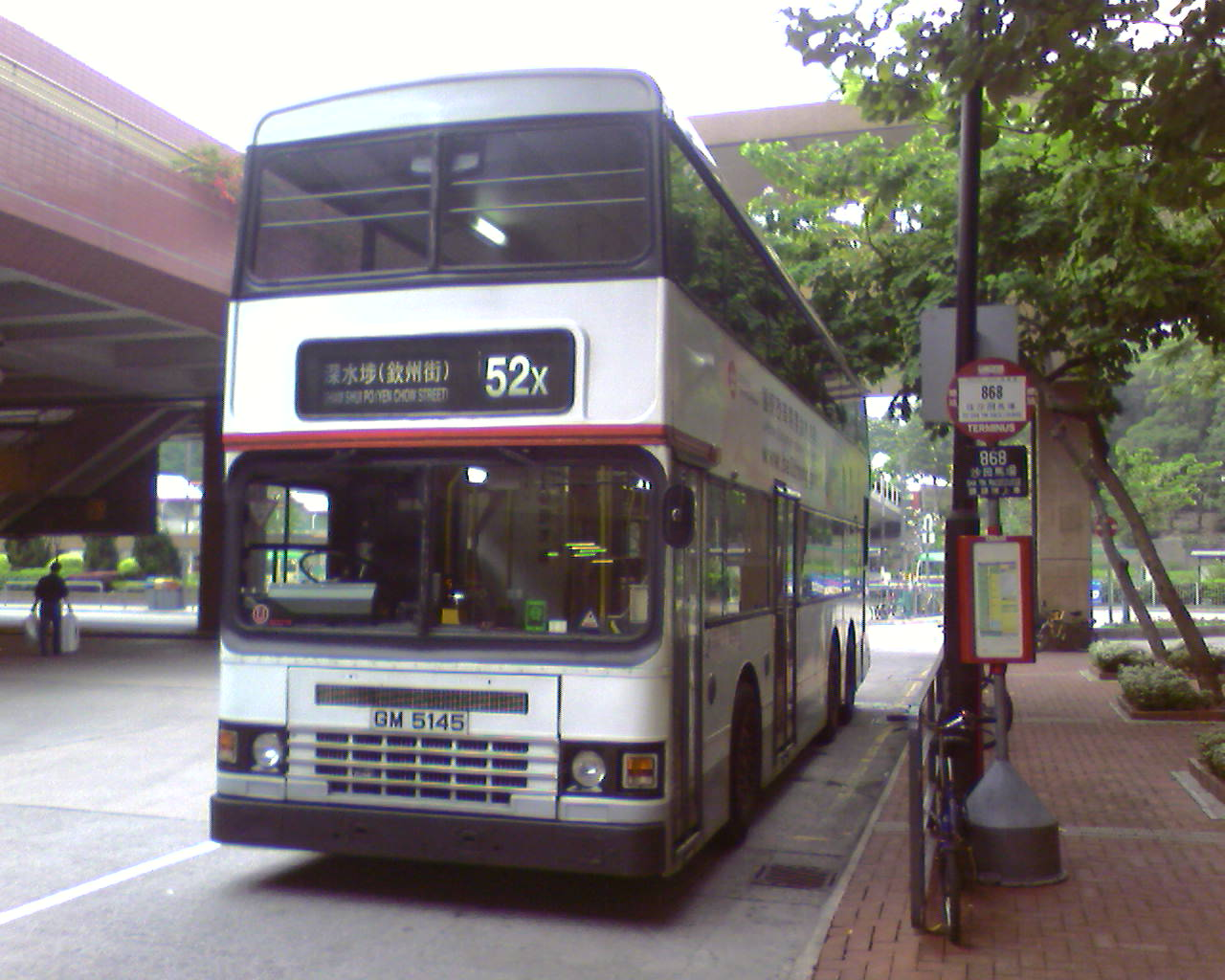
本線未延長至旺角柏景灣時拍攝於屯門市中心巴士總站

九龍巴士52X線是香港的一條日間巴士路線，提供空調巴士服務，來往屯門市中心及旺角（柏景灣）。
其特別班次52P線於平日星期一至五上午繁忙時間由掃管笏單向開往旺角（柏景灣），但不經主線途經的荔枝角道及上海街。

## 歷史
- 1973年7月16日：本線前身52線投入服務，以配合50線（原稱16線）取消分段收費及實施一人收費，以分流來往屯門至荃灣的乘客。當年屯門區未完全發展，只有新發邨一帶有較多人口，而屯門公路尚未興建，居民出入需途經青山公路，因此52線是當時屯門區的主要出入路線，也是52線的黃金時代。
- 1978年5月21日：52線的假日班次改稱52R線，直至屯門區全面發展。
- 1980年6月1日：遷往友愛邨，並恢復提供每天全日服務，為安定友愛區首條巴士路線。
- 1984年3月7日：遷往屯門碼頭（即今友愛（南）巴士總站），服務新入伙的地區。
- 1984年9月23日：重組部份新界西區路線，52大幅延長路線，由荃灣碼頭延長至長沙灣近長順街，調高全程收費，以取代50M及60於青山公路的服務。
- 1986年4月7日：遷入新建的屯門市中心巴士總站，擴大服務範圍。
- 1988年3月26日：長沙灣總站由長順街遷至發祥街。
- 1992年5月4日：由長沙灣延長至深水埗碼頭，來回程改經深井至荃灣一段的屯門公路及荃灣路，不再經荃灣市中心及葵涌，並改稱52X及調高全程收費，亦使荃灣西約／灣景花園和麗城花園一帶至九龍區的所有巴士全面達致空調化。
- 1995年4月9日：本線遷往西九龍中心地下的深水埗（欽州街）巴士總站。
- 1997年3月19日：增派空調巴士行走。
- 2002年9月7日：與60X線改為全空調服務，亦象徵新界西至九龍西區的所有巴士全面達致空調化。
- 2009年11月29日：總站由深水埗欽州街延長至旺角柏景灣，全程收費由$10.0調整至$11.3，荔枝角車廠亦加入派車。
- 2012年6月17日：往旺角（柏景灣）方向改由欽州街直接左轉入荔枝角道，不再途經欽州街西及南昌邨。
- 2013年7月27日：本線加停屯門公路巴士轉乘站，並提供與屯門來往市區的各條路線的轉乘優惠[10][11][12]。
- 2015年3月21日：增設到站時間預報。[13]
- 2017年7月30日：往屯門市中心方向新增豪景花園商場分站。
- 2017年8月28日：由屯門公路轉車站開出之特別班次起點站遷往掃管笏鄭任安夫人千禧小學對面），開出時間提早至08:00，中途於掃管笏路停「星堤」、「管翠路」及「愛琴海岸」站，到達青山公路「嘉和里村」站後返回原線。[14]
- 2018年6月25日：此線的掃管笏特別班次，加設「掃管笏路」站。[15]
- 2024年11月25日：掃管笏特別班次改經全段長沙灣道及太子站一段彌敦道，不經荔枝角道及上海街；並更改編號為52P。

## 服務時間及班次
52X
| 屯門市中心開     | 屯門市中心開 | 屯門市中心開 | 旺角（柏景灣）開 | 旺角（柏景灣）開 | 旺角（柏景灣）開 |
| 日期             | 服務時間     | 班次（分鐘） | 日期             | 服務時間         | 班次（分鐘）     |
| ---------------- | ------------ | ------------ | ---------------- | ---------------- | ---------------- |
| 星期一至五       | 05:20-06:00  | 20           | 星期一至五       | 06:20-08:00      | 20               |
| 星期一至五       | 06:00-06:15  | 15           | 星期一至五       | 08:00-14:30      | 15               |
| 星期一至五       | 06:15-06:55  | 10           | 星期一至五       | 14:30-21:40      | 9-13             |
| 星期一至五       | 06:55-08:28  | 5-9          | 星期一至五       | 21:40-22:55      | 15               |
| 星期一至五       | 08:28-18:15  | 10-15        | 星期一至五       | 22:55-00:35      | 20               |
| 星期一至五       | 18:15-23:15  | 20           |                  |                  |                  |
| 星期六           | 05:20-07:00  | 20           | 星期六           | 06:20-08:00      | 20               |
| 星期六           | 07:00-07:36  | 12           | 星期六           | 08:00-12:00      | 15               |
| 星期六           | 07:42        | 07:42        | 星期六           | 12:00-15:00      | 12               |
| 星期六           | 07:48-08:12  | 8            | 星期六           | 15:00-18:00      | 10               |
| 星期六           | 08:12-17:00  | 12           | 星期六           | 18:00-20:00      | 12               |
| 星期六           | 17:00-18:00  | 10           | 星期六           | 20:00-21:00      | 15               |
| 星期六           | 18:00-18:15  | 15           | 星期六           | 21:00-22:00      | 12               |
| 星期六           | 18:15-23:15  | 20           | 星期六           | 22:00-22:15      | 15               |
|                  |              |              | 星期六           | 22:15-00:35      | 20               |
| 星期日及公眾假期 | 05:20-08:00  | 20           | 星期日及公眾假期 | 06:20-10:00      | 20               |
| 星期日及公眾假期 | 08:00-17:00  | 12           | 星期日及公眾假期 | 10:00-13:00      | 15               |
| 星期日及公眾假期 | 17:00-19:15  | 15           | 星期日及公眾假期 | 13:00-19:00      | 12               |
| 星期日及公眾假期 | 19:15-23:15  | 20           | 星期日及公眾假期 | 19:00-21:15      | 15               |
|                  |              |              | 星期日及公眾假期 | 21:15-00:15      | 20               |

52P
- 星期一至五
  - 掃管笏開：08:00

星期六、日及公眾假期不設服務

## 收費
52X/52P
全程：$14.6
屯門市中心（52X）/掃管笏（52P）開
| 落車站＼上車站                    | 三聖邨 或之前（只適用於52X線） | 大欖涌 或之前（只適用於52X線） | 旺角（柏景灣） 或之前 |
| --------------------------------- | ------------------------------ | ------------------------------ | --------------------- |
| 屯門市中心（52X）/掃管笏（52P）起 | $5.1                           | $6.0                           | $14.6                 |
| 豪景花園起                        | 不適用                         | 不適用                         | $11.0                 |
| 美孚站起                          | $7.2                           |                                |                       |
| 弼街（52X）/旺角警署（52P）起     | $5.8                           |                                |                       |

旺角（柏景灣）開（只適用於52X線）
- 怡靖苑往屯門市中心：$13.0
- 碧堤半島往屯門市中心：$9.0
- 青龍頭村往屯門市中心：$7.4
- 大欖涌往屯門市中心：$6.0
- 三聖邨往屯門市中心：$5.1

| - 本線設有12歲以下小童及65歲或以上長者半價優惠。 - 65歲或以上香港居民使用「樂悠咭」，以及12歲以下合資格殘疾兒童使用「殘疾人士身份」個人八達通繳付車資，均可享有每程$2.0或半價（以較低者為準）的票價優惠；12至64歲合資格殘疾人士使用「殘疾人士身份」個人八達通（包括「樂悠咭」），以及60至64歲香港居民使用「樂悠咭」繳付車資，均可享有每程$2.0或全費（以較低者為準）的票價優惠。 - 65歲或以上長者如使用長者或一般個人八達通繳付車資，則只可享有半價優惠；12至64歲合資格殘疾人士如不使用「殘疾人士身份」個人八達通，以及60至64歲人士如不使用「樂悠咭」繳付車資，必須繳付全費。 - 乘客可以現金或八達通於上車時付款，不設找續。 - 每位成人乘客可免費攜帶最多兩名4歲以下而不佔座位的兒童乘客乘車，超額之4歲以下小童必須繳付小童車費乘車。 - 持有「九巴月票」之乘客在車票有效期內，每日可享最多10程任何九龍巴士及龍運巴士路線（包括本路線，以及聯營路線的九龍巴士／龍運巴士提供的班次；惟乘搭機場「A」及「NA」線則可享原價二七折優惠（不會計算每天10次合資格車程））；而B1線則每日可享最多各2程（不會計算每天10次合資格車程）。 - 九龍巴士、城巴、龍運巴士及陽光巴士全職員工及家屬（不包括外判職員）可免費乘搭本路線，惟必須拍職員或職員家屬八達通。 - 乘客亦可透過多元化電子支付系統（e度嘟）繳付車資，包括使用非接觸式VISA卡、JCB卡、萬事達卡、銀聯卡、美國運通、大來國際、Discover Card、Apple Pay、Google Pay、Samsung Pay、AlipayHK「易乘碼」、支付寶、WeChatHK／微信支付「搭車碼」、銀聯雲閃付「乘車碼」及BOC Pay「乘車碼」。乘客使用此付款方式，使用此支付方式的乘客可享有中途下車之分段收費，以及與其他九巴／龍運獨營路線或聯營線九巴／龍運班次之轉乘優惠，惟不適用於與非九巴／龍運路線之轉乘優惠，亦不能享有「公共交通費用補貼計劃」及「長者及合資格殘疾人士公共交通票價優惠計劃」。 - 帶粗體字者為雙向分段收費，乘客必須使用八達通（九巴月票除外）上車拍卡繳費，並於下車前後於指定巴士站裝設拍卡機確認八達通，方可享有分段收費優惠。 |

## 使用車輛
1980年代派「雞車」利蘭勝利二型巴士開始，全冷前多用丹尼士巨龍11米巴士（S3N）及都城嘉慕威曼都城巴士11米（S3M）非空調巴士行走。空調用車方面，使用全新1997年出牌的丹尼士巨龍11米巴士（AD），本路線全冷後，全線使用該款型號行走。2003年開始加入富豪奧林比安12米（3AV）。2004年開始加入丹尼士巨龍12米（3AD）巴士及低地台雙層空調巴士行走以Neoplan Centroliner為主。其後2006年本路線的所有低地台用車都改用富豪超級奧林比安12米（3ASV）巴士行走。2008年加入富豪奧林比安11米（AV）及丹尼士三叉戟三型12米（ATR）巴士行走。2009年本路線所有丹尼士巨龍巴士11米（AD）被調走。由2011年4月27日起，本路線3部1998年丹尼士三叉戟三型被調走，改派3部12米富豪B9TL低地台雙層空調巴士行走，包括1部2007年Alexander Dennis Enviro車身（AVBE16／MT593）及2部2011年Wright Eclipse Gemini 2車身（AVBWU48／PS8816、AVBWU56／PS9475），後者更配置最環保的歐盟5型引擎，進一步提升本路線的服務，成為屯門區首條引入歐盟5型引擎富豪B9TL作字軌車的九巴路線，亦是屯門區首條採用需使用尿素的車款的九巴路線。同年亦派出Wright車身的富豪超級奧林比安12米巴士行走。
九巴於2014年11月加訂的196輛Enviro 500 MMC（ATENU），其中車身編號E530的一批為數76輛巴士（ATENU803-879）首次配上新款MKII Facelift車身，波箱改用ZF Ecolife 6AP1700B六前速波箱。新巴士與之前版本主要在車身上有所分別，車身、車頭及車尾部份採用與英國的Enviro 400 MMC車身相同的設計。首批配置Facelift車身的Enviro 500 MMC於2015年9月起陸續運抵香港，其中首批出牌的八輛同款巴士（ATENU803-810）於2015年11月30日上掛本路線，成為首條採用Facelift車身的Enviro 500 MMC作掛牌車的九巴路線。
2022年10月下旬，本線加入更多歐盟六型巴士，取代所有金色塗裝的亞歷山大丹尼士Enviro 500 MMC 12米（ATENU），並與其他屯門區至旺角區巴士線首次共同獲加入12.8米巴士作恆常用車。
2023年12月中，原62X線的其中一部比亞迪B12D（BED8／YX4797）轉掛本線，以測試比亞迪電動巴士在公路及近郊混合路線的表現，以及為青山公路一帶，帶來零排放巴士的新氣象。本線為九巴第三條設有電動巴士掛牌的特快路線。
現時本線與252線共獲派19輛富豪B8L（9輛12米V6B、10輛12.8米V6X）、4輛亞歷山大丹尼士Enviro 500 MMC 12.8米（E6X）及1輛比亞迪B12D 12米電動巴士（BED），由屯門車廠及荔枝角車廠聯合派車。

## 行車路線
52X

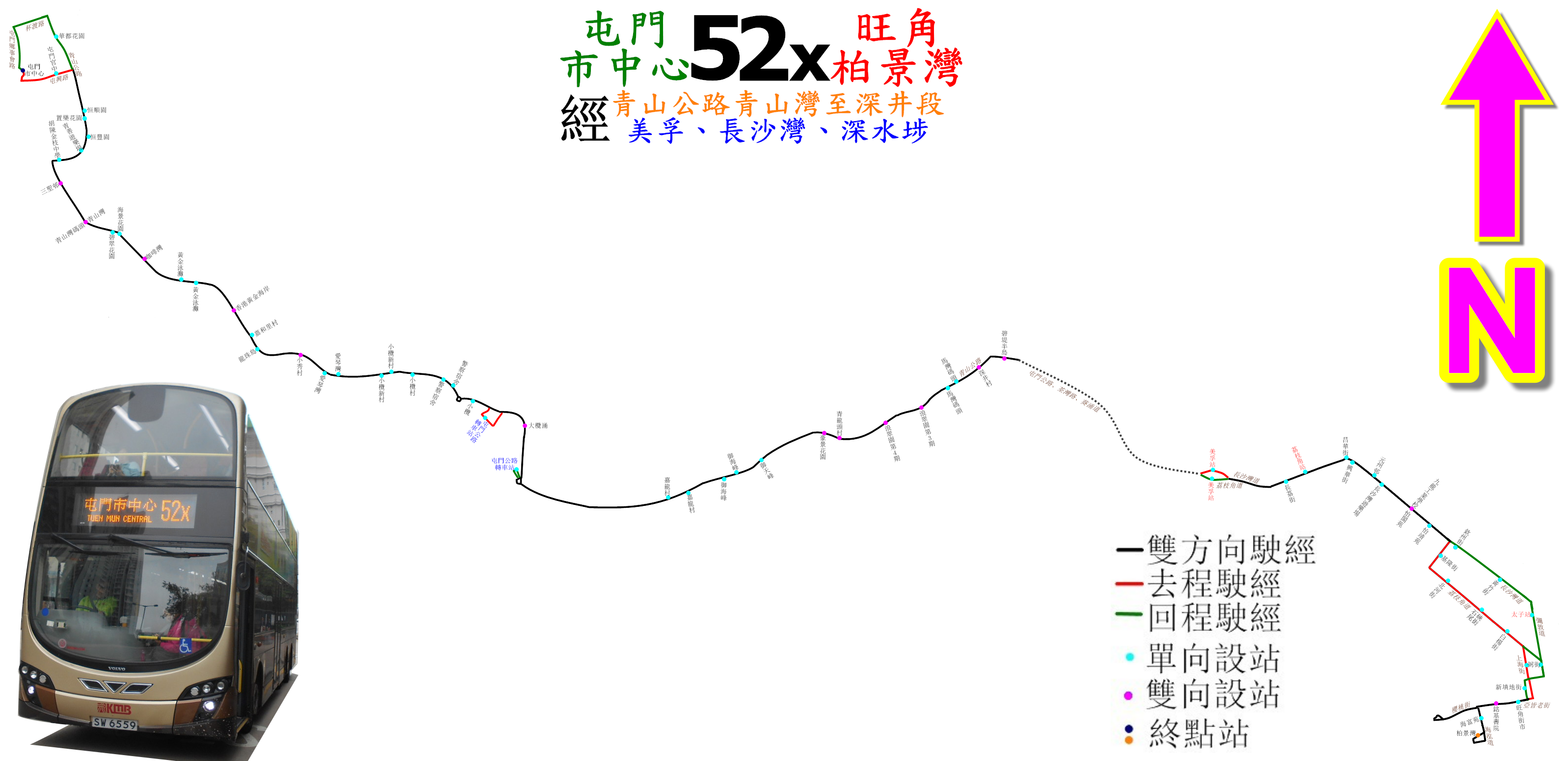
此線的走線圖

屯門市中心開經：屯門鄉事會路、屯興路、青山公路（青山灣段、掃管笏段、大欖段）、屯門公路巴士轉乘站、青山公路（大欖段、青龍頭段、深井段）、屯門公路、荃灣路、葵涌道、長沙灣道、欽州街、荔枝角道、上海街、亞皆老街、櫻桃街、大角咀道及海泓道。
旺角（柏景灣）開經：海泓道、櫻桃街、大角咀道、櫻桃街、新填地街、旺角道、彌敦道、長沙灣道、荔枝角道、葵涌道、荃灣路、屯門公路、青山公路（深井段、青龍頭段、大欖段）、屯門公路巴士轉乘站、青山公路（大欖段、掃管笏段、青山灣段）、杯渡路及屯門鄉事會路。
52X線具體停站請參考資訊框
52P
經：掃管笏路、青山公路（青山灣段、掃管笏段、大欖段）、屯門公路巴士轉乘站、青山公路（大欖段、青龍頭段、深井段）、屯門公路、荃灣路、葵涌道、長沙灣道、彌敦道、旺角道、西洋菜南街、亞皆老街、櫻桃街、大角咀道及海泓道。
52P線具體停站請參考資訊框

## 客量
本線主要服務青山公路深井、青龍頭、小欖及掃管笏一帶居民來往西九龍及屯門區，因此本線雖然為特快線，但行走快速公路路段並不多，大部份乘客一般都不認為本線是特快線，如欲屯門市中心直接往來西九龍的乘客一般都會乘搭58X、60X或63X。假日由於有不少市民前往深井及黃金海岸旅遊及到小欖燒烤，因此本線假日的客量較平日多。

## 爭議

### 延長至旺角柏景灣的爭議
當年屯門區議會向運輸署提出本線延長至旺角一帶，但延長後收費需要提高以其他新界西來往油尖旺的巴士路線看齊，亦需在其他路線抽調巴士以維持本線班次穩定，故一開始未能得到市民及區議員的支持；同時深水埗區議會以路線往旺角不再經南昌、取消在青龍頭及深水埗區的分段收費，並表示九龍巴士60X線仍可應付客量為由反對延長路線，所以當時深水埗是唯一反對延長至旺角的區議會。同時，荃灣區議會向運輸署要求延長至旺角後，加停汀九、油柑頭及青山公路一帶；油尖旺區議會亦向運輸署要求延長至旺角後，需繞經奧運站，方便居民接駁鐵路，及提出需善用奧海城一期的巴士總站。但運輸署以車程會被拖長，而影響原有居民及班次為理由，擱置研究方案的可行性。
本線早應在2007年5月18日延長至柏景灣，縱使九巴已經發出乘客通告，但因受到多方反對而一度撤回。最終民主黨成功爭取於2009年11月29日起正式延長至旺角柏景灣，全程收費由$10調整至$11.3，保留青龍頭往旺角柏景灣的分段（$8.4）及增設由長沙灣道近怡閣苑往屯門的分段（$10）。延長段在深水埗起經欽州街西（以減少對原有乘客影響，但早上部分班次不停通州街公園及南昌邨兩個分站，並直接從欽州街左轉至荔枝角道南行）、荔枝角道、上海街、亞皆老街、櫻桃街後到達柏景灣，回程則途經旺角道及彌敦道後返回長沙灣道現有路線。同時由60M、60X、61M、66線削減班次，以騰出巴士調配入52X維持班次的穩定。
本路線延長總站後，成為自1982年地鐵（現在的港鐵）荃灣綫全線通車，導致原有50號線縮短至葵芳站及改稱50M，相隔超過27年以來，青龍頭及深井再次有巴士路線直達旺角區，亦令置樂花園至小欖一帶有全日巴士線來往旺角區，和吸納部分原來乘坐佐敦道至元朗線紅色小巴前往九龍的乘客。由於青龍頭及深井屬荃灣區，因此本線是唯一以新界西北區為總站，中途需在荃灣區停站的來往九龍特快巴士路線。

### 路線過於迂迴
現時本路線雖被九巴歸類為特快路線，但自2009年延長至旺角以來，由屯門市中心開出至深井尾站之間的路線需先繞經一大段青山公路，抵達美孚後又要途經荔枝角道、亞皆老街等經常塞車的地帶。經計算後，實際繞經快速公路的行車路線只有11公里，是現時香港為數不多平均行車速度極低的特快巴士路線。

## 外部連結
- 九巴52X線官方網站路線資料 （页面存档备份，存于）